# Vicent Galcerà i Alapont
Vicent Galcerà i Alapont o Vicente Galcerán y Alapont (València, 1726 - València, 9 de juny de 1778) fou un gravador valencià.
Fill de Tomás Galcerán i Isabel Alapont, va estudiar a València amb Joan Baptista Ravanals i Hipòlit Rovira, i després a Madrid com a deixeble de l'Reial Acadèmia de Belles Arts de Sant Ferran, on va gaudir d'una beca per perfeccionar-se al gravat en dolç, gràcies a la protecció de José de Carvajal y Lancáster. L'any 1750 es traslladà a Madrid, i després treballà per al capítol de la catedral de Toledo. Entre eñs seus deixebles es troben Joaquim Ballester i Pere Pascual i Moles. L'any 1754, a causa de la mort de Carvajal, es va veure en l'obligació de tornar a València, encara que continuava rebent encàrrecs des de Madrid. El 14 de novembre de 1762 l'Acadèmia de Sant Ferran el va nomenar acadèmic de mèrit.

## Obres[2]
- Estampas para Espectáculo de la Naturaleza (1757)
- La Virgen del Pilar 1760
- San Venancio (1760)
- Retrato del obispo de Barcelona para Nomina et acta episcoporum barcinonensium binis libris comprehensa atque ad historiae, et chronologiae rationem revocata (1760)
- Estampas para Creación, antigüedad y privilegios de los títulos de Castilla por José Berní y Catalá (1769)
- Vista de la fortaleza de la Alhambra desde el alto de San Nicolás 1772
- Inmaculada para Ordenanzas de la Real Maestranza de Cavalleros de la ciudad de Valencia (1776)
- La Anunciación 1778
- San Luis Gonzaga (1778)
- Virgen del Pilar de Zaragoza (1784)